# Gran Premio di superbike di Phillip Island 1999
Il Gran Premio di superbike di Phillip Island 1999 è stata la seconda prova su tredici del campionato mondiale Superbike 1999, è stato disputato il 18 aprile sul circuito di Phillip Island e ha visto la vittoria di Troy Corser in gara 1, lo stesso pilota si è ripetuto anche in gara 2.

## Risultati

### Gara 1

#### Arrivati al traguardo[3]
| Pos. | Nº  | Pilota               | Squadra              | Motocicletta | Giri | Tempo     | Griglia | Punti |
| ---- | --- | -------------------- | -------------------- | ------------ | ---- | --------- | ------- | ----- |
| 1º   | 11  | Troy Corser          | Ducati Performance   | Ducati       | 22   | 34:28.167 | 1º      | 25    |
| 2º   | 1   | Carl Fogarty         | Ducati Performance   | Ducati       | 22   | +0:03.801 | 2º      | 20    |
| 3º   | 5   | Colin Edwards        | Castrol Honda        | Honda        | 22   | +0:18.269 | 4º      | 16    |
| 4º   | 111 | Aaron Slight         | Castrol Honda        | Honda        | 22   | +0:18.538 | 3º      | 13    |
| 5º   | 4   | Akira Yanagawa       | Kawasaki Racing      | Kawasaki     | 22   | +0:18.558 | 7º      | 11    |
| 6º   | 41  | Noriyuki Haga        | Yamaha WSBK          | Yamaha       | 22   | +0:18.564 | 9º      | 10    |
| 7º   | 20  | Doriano Romboni      | R & D Racing         | Ducati       | 22   | +0:38.684 | 5º      | 9     |
| 8º   | 62  | Craig Connell        | Ducati Dealer        | Ducati       | 22   | +0:46.788 | 11º     | 8     |
| 9º   | 21  | Katsuaki Fujiwara    | Suzuki Alstare F.S.  | Suzuki       | 22   | +0:55.034 | 10º     | 7     |
| 10º  | 16  | Andreas Meklau       | Remus Racing Austria | Ducati       | 22   | +0:58.477 | 13º     | 6     |
| 11º  | 79  | Shawn Giles          | Ansett Air Freight   | Suzuki       | 22   | +1:06.034 | 14º     | 5     |
| 12º  | 15  | Igor Jerman          | Kawasaki Bertocchi   | Kawasaki     | 22   | +1:13.911 | 17º     | 4     |
| 13º  | 22  | Vittoriano Guareschi | Yamaha WSBK          | Yamaha       | 22   | +1:13.916 | 18º     | 3     |
| 14º  | 33  | Robert Ulm           | Kawa Bertocchi Gerin | Kawasaki     | 22   | +1:15.583 | 16º     | 2     |
| 15º  | 23  | Jiří Mrkývka         | JM SBK Team          | Ducati       | 22   | +1:31.056 | 21º     | 1     |
| 16º  | 63  | Alistair Maxwell     | Maxwell MotorCycles  | Kawasaki     | 22   | +1:31.271 | 20º     |       |
| 17º  | 55  | Mauro Lucchiari      | Gattolone Racing     | Yamaha       | 22   | +1:31.982 | 22º     |       |
| 18º  | 38  | Lance Isaacs         | Ducati NCR           | Ducati       | 21   | +1 giro   | 24º     |       |
| 19º  | 65  | Peter Archer         | Team CMA             | Honda        | 21   | +1 giro   | 26º     |       |

#### Ritirati
| Nº | Pilota              | Squadra              | Motocicletta | Giri | Griglia |
| -- | ------------------- | -------------------- | ------------ | ---- | ------- |
| 26 | Jean Pierre Jeandat | White Endurance      | Honda        | 19   | 23º     |
| 19 | Lucio Pedercini     | Team Pedercini       | Ducati       | 18   | 19º     |
| 76 | Scott Webster       | Webster              | Honda        | 18   | 25º     |
| 99 | Steve Martin        | Ducati Dealer        | Ducati       | 8    | 8º      |
| 9  | Peter Goddard       | Aprilia Rac.De Cecco | Aprilia      | 6    | 15º     |
| 6  | Gregorio Lavilla    | Kawasaki Racing      | Kawasaki     | 5    | 6º      |
| 7  | Pierfrancesco Chili | Suzuki Alstare F.S.  | Suzuki       | 4    | 12º     |

### Gara 2

#### Arrivati al traguardo[4]
| Pos. | Nº  | Pilota               | Squadra              | Motocicletta | Giri | Tempo     | Griglia | Punti |
| ---- | --- | -------------------- | -------------------- | ------------ | ---- | --------- | ------- | ----- |
| 1º   | 11  | Troy Corser          | Ducati Performance   | Ducati       | 22   | 34:24.328 | 1º      | 25    |
| 2º   | 1   | Carl Fogarty         | Ducati Performance   | Ducati       | 22   | +0:00.005 | 2º      | 20    |
| 3º   | 5   | Colin Edwards        | Castrol Honda        | Honda        | 22   | +0:15.247 | 4º      | 16    |
| 4º   | 111 | Aaron Slight         | Castrol Honda        | Honda        | 22   | +0:15.327 | 3º      | 13    |
| 5º   | 41  | Noriyuki Haga        | Yamaha WSBK          | Yamaha       | 22   | +0:15.330 | 9º      | 11    |
| 6º   | 4   | Akira Yanagawa       | Kawasaki Racing      | Kawasaki     | 22   | +0:29.350 | 7º      | 10    |
| 7º   | 99  | Steve Martin         | Ducati Dealer        | Ducati       | 22   | +0:36.363 | 8º      | 9     |
| 8º   | 20  | Doriano Romboni      | R & D Racing         | Ducati       | 22   | +0:36.891 | 5º      | 8     |
| 9º   | 62  | Craig Connell        | Ducati Dealer        | Ducati       | 22   | +0:43.242 | 11º     | 7     |
| 10º  | 21  | Katsuaki Fujiwara    | Suzuki Alstare F.S.  | Suzuki       | 22   | +0:51.160 | 10º     | 6     |
| 11º  | 16  | Andreas Meklau       | Remus Racing Austria | Ducati       | 22   | +0:51.218 | 13º     | 5     |
| 12º  | 79  | Shawn Giles          | Ansett Air Freight   | Suzuki       | 22   | +0:56.982 | 14º     | 4     |
| 13º  | 7   | Pierfrancesco Chili  | Suzuki Alstare F.S.  | Suzuki       | 22   | +1:03.133 | 12º     | 3     |
| 14º  | 19  | Lucio Pedercini      | Team Pedercini       | Ducati       | 22   | +1:15.981 | 19º     | 2     |
| 15º  | 22  | Vittoriano Guareschi | Yamaha WSBK          | Yamaha       | 22   | +1:17.146 | 18º     | 1     |
| 16º  | 33  | Robert Ulm           | Kawa Bertocchi Gerin | Kawasaki     | 22   | +1:17.236 | 16º     |       |
| 17º  | 23  | Jiří Mrkývka         | JM SBK Team          | Ducati       | 22   | +1:34.613 | 21º     |       |
| 18º  | 26  | Jean Pierre Jeandat  | White Endurance      | Honda        | 21   | +1 giro   | 23º     |       |
| 19º  | 38  | Lance Isaacs         | Ducati NCR           | Ducati       | 21   | +1 giro   | 24º     |       |
| 20º  | 76  | Scott Webster        | Webster              | Honda        | 21   | +1 giro   | 25º     |       |
| 21º  | 65  | Peter Archer         | Team CMA             | Honda        | 21   | +1 giro   | 26º     |       |

#### Ritirati
| Nº | Pilota           | Squadra              | Motocicletta | Giri | Griglia |
| -- | ---------------- | -------------------- | ------------ | ---- | ------- |
| 63 | Alistair Maxwell | Maxwell MotorCycles  | Kawasaki     | 17   | 20º     |
| 55 | Mauro Lucchiari  | Gattolone Racing     | Yamaha       | 14   | 22º     |
| 9  | Peter Goddard    | Aprilia Rac.De Cecco | Aprilia      | 8    | 15º     |
| 6  | Gregorio Lavilla | Kawasaki Racing      | Kawasaki     | 6    | 6º      |
| 15 | Igor Jerman      | Kawasaki Bertocchi   | Kawasaki     | 2    | 17º     |